# 塞拉圣布鲁诺
塞拉圣布鲁诺（義大利語：Serra San Bruno），是意大利维博瓦伦蒂亚省的一个市镇。总面积39.58平方公里，人口6955人，人口密度175.7人/平方公里（2009年）。